# Phyllium caudatum
Phyllium caudatum är en insektsart som beskrevs av Ludwig Redtenbacher 1906. Phyllium caudatum ingår i släktet Phyllium och familjen Phylliidae. Inga underarter finns listade i Catalogue of Life.